# Julie Bøe Jacobsen
Julie Bøe Jacobsen (født 23. juni 1998) er en norsk håndboldspiller, der spiller for Team Esbjerg i Damehåndboldligaen. Hun har derudover også optrådt fire gange for det norske rekrutlandshold.
Hun repræsenterede også de norske ungdomslandshold ved U/19-EM i håndbold i 2019 i Slovenien, Ungdoms-VM i håndbold i 2016 og vandt sølv ved Junior-VM i håndbold 2018 i Ungarn.
Bøe Jacobsen blev, i sæsonen 2019/20, kåret til Eliteseriens venstre back. Hun i sommeren 2022 under på en 2-årig kontrakt med den danske topklub Team Esbjerg.